# Station München-Pasing
Het Station München-Pasing is een spoorwegstation met negen perrons in het westen van München. Het is het op twee na grootste station in München, na München Hauptbahnhof en Station München Ost.

## Geschiedenis
- 1840: De eerste trein doet het station aan, op het traject München-Lochhausen.
- 29 november 1848: Het stationsgebouw wordt geopend.
- 21 mei 1854: Het traject naar Starnberg wordt geopend.
- 1900/1901: Een vrachtterminal wordt ten oosten van het station geopend.
- 1 oktober 1938: Na annexatie van Pasing door München wordt het station hernoemd naar München-Pasing.
- oktober 1971 Aanleg van de S-Bahn.